# Csegzi Sándor
Csegzi Sándor (Nyárádszereda, 1957. május 4. –) erdélyi magyar fizikatanár, politikus, 2000–2012 között Marosvásárhely alpolgármestere a Romániai Magyar Demokrata Szövetség (RMDSZ) színeiben.

## Életpályája
1981-ben elvégezte a fizika szakot a bukaresti egyetemen. 1981–2000 között fizikatanár volt a marosvásárhelyi Traian Vuia Líceumban. 1996–2000 között önkormányzati képviselő, majd 2000-től alpolgármester. 2006–2008 között gyakorlati órákat tartott a Sapientia marosvásárhelyi karán Kommunikáció az önkormányzatokban címmel. 2007-ben a bukaresti egyetemen doktori fokozatot szerzett fizikából. 
Az Erdélyi Magyar Műszaki Tudományos Társaság marosvásárhelyi fiókszervezetének elnöke, 1997–2008 között a fizika szakosztály elnöke.
Nagy szerepe volt abban, hogy Marosvásárhely több, Bolyai János tiszteletére készült köztéri szoborral gazdagodott.
2012 októberében az RMDSZ kizárta tagjai sorából, mert a párt hivatalos jelöltjével szemben indult a 2012-es parlamenti választáson. Ezután független jelöltként indult el.

## Kitüntetései
- 2000: Baltimore díszpolgára
- 2001: „Pro Scientia Transsylvanica” (EMT) érem
- 2002: A Magyar Köztársasági Érdemrend lovagkeresztje
- 2009: Vermes Miklós-díj